# Magda Goebbels
Johanna Maria Magdalena »Magda« Goebbels, nemška političarka in propagandistka * 11. november 1901 Berlin, Nemško Cesarstvo, † 1. maj 1945 Berlin, Tretji rajh
Magda Goebbels je bila žena propagandnega ministra nacistične Nemčije, Josepha Goebbelsa. Kot ugledna članica nacistične stranke je bila Magda tesna zaveznica, spremljevalka in politična podpornica Adolfa Hitlerja. Nekateri zgodovinarji jo omenjajo kot neuradno prvo damo nacistične Nemčije.
Aprila 1945, ko je bila nacistična Nemčija pred porazom in propadom, se je Magda s svojimi šestimi otroki preselila v Hitlerjev podzemni bunker v Berlinu h Goebbelsu. 1. maja, dan po Hitlerjevem samomoru, je Magda zastrupila svojih šest otrok s cianidom in nato z Goebbelsom storila samomor.

## Zgodnje življenje
Magda se je rodila 11. novembra 1901 v Berlinu. Bila je hčerka neporočenih staršev, ki so se poročili kasneje istega leta vendar so se ločili bodisi leta 1904 bodisi leta 1905. Ko je bila Magda stara pet let, jo je mati poslala v Köln, da bi ostala z bivšim možem. Leta 1908 se je njena mati poročila z Richardom Friedländerjem, bogatim judovskim trgovcem, ki je delal v Bruslju, ki je posvojil Magdo in katerega priimek je sprejela. Magda je bila v Bruslju vpisana v uršulinski samostan v Vilvoordeju, kjer so jo zapomnili kot "aktivno in inteligentno deklico". Nadaljnji stiki z Ritschelom, članom prostozidarske lože Krefeld v Duisburgu, kažejo, da je bila Magda tam morda predstavljena budizmu.
Od leta 1908 do začetka prve svetovne vojne je družina ostala v Bruslju. Takrat so bili vsi Nemci prisiljeni zapustiti Belgijo kot begunci, da bi se izognili posledicam belgijskega ljudstva po nemški invaziji. Družina se je preselila v Berlin, kjer je Magda obiskovala srednjo šolo Kolmorgen Lycée. Behrend se je leta 1914 ločil od Friedländerja, leta 1919 pa je bila Magda vpisana na prestižni ženski kolidž Holzhausen blizu Goslarja. Medtem ko je bila v Berlinu, se je Magda spoprijateljila z Liso Arlosoroff in se pozneje zbližala z bratom Victorjem Haimom, gorečim cionistom. Med zvezo z Arlosoroffom je na kratko nosila Davidovo zvezdo, ki ji jo je dal, in se mu pridružila na sestankih judovskega mladinskega kluba. Vendar zveza ni trajala, vendar sta ostala v stikih v dvajsetih letih 20. stoletja, dokler se Victor ni preselil v Palestino (pod britansko vladavino), kjer je kasneje vodil politični oddelek judovske agencije.

## Poroka in družina z Güntherjem Quandtom
Leta 1920 je Magda, ko se je z vlakom vrnila iz šole, spoznala Güntherja Quandta, dvakrat starejšega bogatega nemškega industrijalca. Nato se ji je dodvoril z vljudnostjo in velikimi kretnjami. Zahteval je, da pri prehodu iz katolištva v Quandtov protestantizem spremeni priimek nazaj v Ritschel (ki je dolga leta nosila priimek Friedländer). Poročila sta se 4. januarja 1921, njun prvi otrok Harald pa se je rodil 1. novembra 1921.
Magda je kmalu postala razočarana v zakonu, ker je Quandt preživel malo časa z njo. Zdelo se je, da je njegov glavni interes širitev njegovega poslovnega imperija. Ostala je, da je skrbela za šest otrok - Harald je skupaj z Quandtovima sinovoma iz prejšnjega zakona in tremi otroki od pokojnega prijatelja nato vodil celotno gospodinjstvo.
Oktobra 1927 sta se zakonca odpravila na dvomesečni obisk v ZDA, kjer sta vodila posel z družbo Lloyd Electric Storage Battery Co. iz Filadelfije. Leta 1929 je Quandt odkril, da ga Magda vara z njenim nekdanjim študentom, zato jo je vrgel iz hiše, kasneje istega leta pa sta se dokončno ločila. Pogoji za ločitev so bili z Magdo precej radodarni.

## Poroka in družina z Josephom Goebbelsom
1. septembra 1930 se je Magda pridružila nemški nacistični stranki pod vodstvom Adolfa Hitlerja. V stranki nekaj prostovoljno delala, čeprav je niso označili za politično aktivno, pri tem pa se je preselila v Berlin. Konec septembra istega leta jo je na sestanku navdušil eden od članov stranke in nagovornikov, Joseph Goebbels. Skupaj sta se romantično zapletla na potovanju s prijatelji v Weimar februarja 1931. Začela sta zvezo in do konca aprila sta že načrtovala njuno prihodnost. Na Hitlerjev predlog sta se Magda in Goebbels poročila 19. decembra 1931. Skupaj sta imela šest otrok: Helga Susanne (1932), Hildegard "Hilde" Traudel (1934), Helmut Christian (1935), Holdine "Holde" Kathrin (1937), Hedwig "Hedda" Johanna (1938) in Heidrun "Heide" Elisabeth (1940).
Magda je bila tako v tesnih odnosih s Hitlerjem in je postala članica njegove majhne družine prijateljic. Delovala je kot neuradna predstavnica režima in prejemala pisma iz celotne Nemčije od žensk z vprašanji o domačih zadevah ali vprašanjih skrbništva nad otroki. Po letu 1933 se je družina Goebbels navadila na razkošen življenjski slog, ki je bil povezan z njihovim visokim družbenim položajem. Njihov dom v Berlinu na Göringstrasse je predelal Albert Speer in pomlad in poletja so preživeli v Kladowu. Leta 1936 so kupili vilo na otoku Schwanenwerder, kasneje pa še eno v Bogenseeju blizu Wandlitza v Brandenburgu.
Potem, ko je Goebbels leta 1936 spoznal češko igralko Lido Baarovo in pozimi 1937 z njo začel intenzivno razmerje, se je Magda o tem veliko časa pogovarjala s Hitlerjem. Hitler je zahteval, da Goebbels prekine razmerje z Baarovo. Nato se je zdelo, da sta Goebbels in Magda dosegla premirje do konca septembra. V tem trenutku je par še enkrat padel, Hitler pa se je spet vpletel in vztrajal, da naj ostaneta skupaj. Hitler je poskrbel, da so oktobra 1938 posneli reklamne fotografije samega sebe s spravljenim parom. Tudi Magda je imela zadeve, med drugim razmerje s Kurtom Ludeckejem leta 1933 in Karlom Hankejem leta 1938.

## Vojna leta
Med drugo svetovno vojno je Magdin sin Harald služil v nemški vojski dokler ga leta 1944 niso ujeli Rusi. Med vojno je Magda večinoma preživela doma po podobi domoljubne matere z izobrazbo za medicinsko sestro Rdečega križa in z delom z elektronskim podjetjem Telefunken in je tako kot njeni kolegi na delo potovala z avtobusom. Ukvarjala se je tudi z zabavo žena tujih voditeljev držav, podpiranjem vojaških sil in tolažbo vojnih vdov.
Magda pa je zasebno izrazila dvome, še posebej potem, ko je začela vojna slabo hoditi na vzhodni fronti. 9. novembra 1942 je med druženjem s prijatelji, ki so poslušali Hitlerjev govor, izklopila radio in vzkliknila: "Moj bog, kaj veliko smeti." Leta 1944 naj bi o Hitlerju rekla: "Ne dlje posluša glas razuma. Tisti, ki mu povedo, kar želi slišati, je edini, ki mu verjame. "Ni dokazov, da bi Magda poskušala posredovati, da bi rešila svojega judovskega očima pred holokavstom. Čeprav njegova usoda ni bila ugotovljena, se pogosto domneva, da je umrl v taboriščih. Na vprašanje o možemem antisemitizmu je odgovorila: "Führer tako hoče in Jožef mora ubogati."

## Smrt
22. aprila 1945, ko je rdeča armada z Rusi dosegla predmestje Berlina, se je Magda skupaj z vsemi svojimi šestimi otroki preselila v berlinski podzemni bunker h Goebbelsu. Magda je med bivanjem v bunkerju poslala poslovilno pismo sinu Haraldu, ki je bil v taborišču za vojne ujetnike v severni Afriki: 
Moj ljubi sin! Zdaj smo že šest dni v Führerbunkerju - očka, tvojih šest bratov in sester in jaz, da bi našim nacional-socialističnim življenjem omogočili edini možni častni konec ... Vedel boš, da sem tu ostala po očetovi volji, in da mi je celo zadnjo nedeljo Führer hotel pomagati, da sem prišel ven. Saj poznaš svojo mamo - imamo isto kri, zame ni bilo omahovanja. Naša veličastna ideja je uničena in s tem tudi vse lepo in čudovito, kar sem poznal v svojem življenju. Svet, ki prihaja po Führerju in nacionalsocializmu, ni več vreden življenja, zato sem otroke vzela s seboj, saj so predobri za življenje, ki bi sledilo, in usmiljeni Bog me bo razumel, ko jim bom dala odrešenje ... Otroci so čudoviti ... nikoli ni besede pritožbe ali joka. Udarci pretresajo bunker. Starejši otroci pokrivajo mlajše, njihova prisotnost je v blagoslov in Führerja občasno nasmejijo. Naj Bog pomaga, da imam moč, da naredim zadnje in najtežje. Ostaja nam le še en cilj: zvestoba Führerju tudi v smrti. Harald, moj dragi sin - želim ti dati tisto, kar sem se naučila v življenju: bodi zvest!  Zvesti sebi, zvesti ljudem in zvesti svoji državi ... Bodi ponosen na nas in nas poskušaj ohraniti v dragem spominu ... 
Magda je v zadnjih dneh aprila 1945 večkrat prosila Hitlerja, da naj zapusti Berlin namesto, da stori samomor, vendar je to Hitler odločno zavrnil, saj je bil prepričan, da je samomor najboljša metoda izogniti ujetništvu Rusov. 28. aprila pozno zvečer je bila Magda z Goebbelsom pristojna v zasebni sobi bunkerja med poroko Hitlerja in Eve Braun. 30. aprila popoldne so se Magda, Goebbels in vseh njunih šest otrok poslovili od Hitlerja in Eve Braun, preden sta odšla v dnevno sobo bunkerja in skupna storila samomor.
Naslednji dan, 1. maja 1945 sta se Magda in Goebbels dogovorila z zdravnikom Helmotom Hunzom, da bosta svojih šest otrok vspavala z morfijem. Zvečer 1. maja so jim vsem vbrizgali morfij v pijačo, da so otroci zaspali. Magda se je ob 20:00 vrnila v sobo in jim na skrivaj vsakemu v usta nastavila tableto cianida ter jim stisnila čeljusti skupaj, da so zobje pregriznili tableto in so s tem vsi padli v nezavest in čez čas umrli. Vsakega otroka je še pokrila z odejo čez glavo, da ne bi bili vidni.
Ko jima je Kunz sporočil, da so vsi nuni otroci mrtvi, sta Magda in Goebbels ob 20:30 odšla iz bunkerja na vrt kanclerstva pred bunker, kjer sta skupaj storila samomor. Po pripovedovanju prič je Magda umrla tako, da jo je Goebbels ustrelil v zgornji levi del trebuha, preden je ustrelil še sebe. Nekateri so povedali, da je Magda umrla tako, da sta skupaj z Goebbelsom na mestu, kjer je bil pokopan Hitler, pojedla tableto cianda in se skupaj ustrelila. Truplo Magde in Goebbelsa so tako kot trupla Hitlerja in Eve Braun, tudi njuni polili z bencinom in ju zažgali. Toda ker je bencina ostalo malo, sta trupli le delno zgoreli. Zato so ju Rusi, ko so dosegli bunker, prepoznali in odpeljali, skupaj s trupli njunih otrok, Hitlerja, Eve Braun, generala Hansa Krebsa, Hitlerjevega psa Blondija in njegovih drugih psov ter jih večkrat prekopali. Zadnji pokop je bil 21. februarja 1946 v objektu SMERSH v Magdeburgu. Leta 1970 je direktor KGB Jurij Andropov odobril operacijo uničevanja posmrtnih ostankov. 4. aprila 1970 je sovjetska ekipa KGB s podrobnimi pokopnimi kartami izkopala pet lesenih zabojev v objektu SMDER Magdeburg. Ti so bili požgani, zdrobljeni in raztreseni v reko Biederitz, v pritok bližnje Labe.